# Savepoint (SQL)
Savepoint (от save point с англ. — «точка сохранения») — оператор языка SQL, который разделяет транзакцию на логические точки сохранения. Также это способ реализации субтранзакций (называемых вложенными транзакциями) в системе управления реляционными базами данных, путем указывания точки внутри транзакции, до которой транзакция может быть «откачена назад», не затрагивая какую-либо работу, выполненную в транзакции до точки сохранения.
В рамках одной транзакции могут существовать несколько точек сохранения. Они полезны для реализации комплексного восстановления ошибок в приложениях баз данных. Если во время транзакции с несколькими операциями возникает ошибка, приложение может восстановиться после ошибки (путем возврата к точке сохранения) без необходимости отменять всю транзакцию.
Поддерживаемые платформы:
- DB2
- Oracle
- SQL Server (используется команда SAVE)
- SQL Base
- MySQL
- SQLite (начиная с версии 3.6.8)
- PostgreSQL
- и другие

## Синтаксис SQL
Точку сохранения можно объявить следующим образом (при помощи оператора SAVEPOINT).
```
SAVEPOINT
 
имя
_точки_сохранения

```

В текущей транзакции устанавливается точка сохранения с именем 'имя_точки_сохранения'.
Некоторые производители позволяют использовать в транзакции точки сохранения с одинаковыми именами, но стандарт ANSI так делать не рекомендует.
Все изменения, сделанные после объявления точки сохранения, могут быть отменены путем выдачи команды : 
```
 
ROLLBACK
 
TO
 
имя
_точки_сохранения

```

Для удаления одной или нескольких точек сохранения используется команда: 
```
 
RELEASE
 
SAVEPOINT
 
имя
_точки_сохранения

```

Важно заметить, что все точки сохранения, которые были созданы после указанной, также будут удалены.

## Как устроены точки сохранения
Точка сохранения (далее — ТС) представляет собой структуру данных, размещенную в динамической памяти сервера (в пуле транзакции) и имеющую уникальный числовой идентификатор. К каждой ТС привязан список действий, совершенных в её контексте (так называемый undo log или журнал отмены). В пределах транзакции ТС образуют стек и, следовательно, их откат всегда возможен только последовательно. Фрагменты журнала отмены распределены между ТС, которые инкрементно хранят историю всех изменений, выполненных в контексте транзакции.
Точка сохранения, активная на момент изменения какой-либо записи, называется текущей. Информация об изменении записи помещается в журнал отмены текущей ТС. В случае инициации отката до ТС журнал отмены раскручивается в обратную сторону, реконструируя запись к виду, в каком она существовала на момент установки данной ТС. После реконструкции всех изменённых записей ТС обычно удаляется из контекста транзакции. В случае отсутствия обработчиков исключений в контексте текущей ТС данный процесс может повторяться, отменяя изменения вышестоящих ТС. Помимо операции отката до ТС, существует ещё и операция штатного удаления (освобождения) ТС. В случае удаления ТС её журнал отмены объединяется с журналом отмены предыдущей в стеке ТС. С учётом вышесказанного можно говорить о вложенности ТС.

## Пример
Для выполнения отката к точке сохранения после некоторых произведенных модификаций введите следующие команды:
```
INSERT
 
INTO
 
sales

VALUES
 
(
7896
', '
JR3435
', '
Oct
 
28
 
1997
', 25, '
Net
 
60
', '
BU7832
');

SAVEPOINT after_insert;

UPDATE sales SET terms='
Net
 
90
'

WHERE sales_id='
7896
'
;

SAVEPOINT
 
after_update
;

DELETE
 
sales
;

ROLLBACK
 
TO
 
after_insert
;

```

Как мы видим, именно команда ROLLBACK производит откат к точке сохранения с именем 'after_insert'.
Так же пример того, что мы можем создать несколько точек сохранения (в примере установлены две точки сохранения, к которым мы можем вернуться с помощью команды ROLLBACK):
```
UPDATE
 
employees
 

    
SET
 
salary
 
=
 
7000
 

    
WHERE
 
last_name
 
=
 
'Banda'
;

SAVEPOINT
 
banda_sal
;

UPDATE
 
employees
 

    
SET
 
salary
 
=
 
12000
 

    
WHERE
 
last_name
 
=
 
'Greene'
;

SAVEPOINT
 
greene_sal
;

SELECT
 
SUM
(
salary
)
 
FROM
 
employees
;

ROLLBACK
 
TO
 
SAVEPOINT
 
banda_sal
;

 

UPDATE
 
employees
 

    
SET
 
salary
 
=
 
11000
 

    
WHERE
 
last_name
 
=
 
'Greene'
;

 

COMMIT
;

```

Пример удаления точки возврата (в примере наглядно показана работа команды RELEASE SAVEPOINT):
```
INSERT
 
authors
 
(
au_id
,
 
au_lname
,
 
au_fname
,
 
contract
)

VALUES
 
(
'111-11-1111'
,
 
'Rabbit'
,
 
'Jessica'
,
 
1
);

SAVEPOINT
 
first_savepoint
;

INSERT
 
authors
 
(
au_id
,
 
au_lname
,
 
au_fname
,
 
contract
)

VALUES
 
(
'277-27-2777'
,
 
'Fudd'
,
 
'E.P.'
,
 
1
);

SAVEPOINT
 
second_savepoint
;

INSERT
 
authors
 
(
au_id
,
 
au_lname
,
 
au_fname
,
 
contract
)

VALUES
 
(
'366-36-3636'
,
 
'Duck'
,
 
'P.J.'
,
 
1
);

SAVEPOINT
 
third_savepoint
;

RELEASE
 
SAVEPOINT
 
second_savepoint
;

COMMIT
;

```

В этом примере при удалении точки сохранения second_savepoint система в действительности удаляет second_savepoint и third_savepoint, поскольку точка third_savepoint была создана после second_savepoint.
После удаления точки сохранения её имя можно использовать снова.

## Особенности команды SAVEPOINT

### UNIQUE
Указывает, что прикладная программа не может повторно использовать имя точки сохранения в блоке восстановления. Если в блоке восстановления уже существует точка сохранения с тем же именем, что и имя точки сохранения, то произойдет ошибка.
Если опустить UNIQUE, это укажет на то, что приложение может повторно использовать имя точки сохранения в пределах единицы восстановления. Если svpt-название идентифицирует точку сохранения, которая уже существует в единице восстановления, а точка сохранения не была создана с помощью опции UNIQUE, существующая точка сохранения будет уничтожена и будет создана новая точка сохранения. Уничтожение точки сохранения для повторного использования своего имени — это не то же самое, что освобождение точки сохранения. Повторное использование имени точки сохранения уничтожает только одну точку сохранения. Освободить точку сохранения можно с помощью оператора RELEASE SAVEPOINT, будет произведено освобождение точки сохранения, а также всех точек сохранения, которые впоследствии были установлены.

### ON ROLLBACK RETAIN CURSORS
Указывает, что все курсоры, которые открываются после сохранения точки сохранения не отслеживаются, и таким образом, не закрываются при откате в точку сохранения. Хотя эти курсоры остаются открытыми после отката в точку сохранения, они могут не использоваться. Например, если откат назад к точке сохранения вызывает вставку строки, на которую курсор помещается для отката, то использование курсора для обновления или удаления строки приводит к ошибке.

### ON ROLLBACK RETAIN LOCKS
Указывает, что любые блокировки, которые были получены после сохранения точки сохранения не отслеживаются, и таким образом, не отбрасываются при откате в точку сохранения. ON ROLLBACK RETAIN LOCKS — это поведение по умолчанию.